# ملك التل (مسلسل)
ملك التل (بالإنجليزية: King of the Hill)‏ هو مسلسل رسوم متحركة كوميدي تم إنتاجه في الولايات المتحدة. بدأ عرضه في سنة 1997 على شبكة فوكس التلفزيونية. بلغ عدد مواسم المسلسل 13 موسما، بلغ عدد حلقاته 259 حلقة، وتبلغ مدة الحلقة الواحدة 23 دقيقة. المسلسل من تأليف غريغ دانيلز، تم بث المسلسل لأول مرة بتاريخ 12 يناير 1997 بينما تم بث آخر حلقة منه بتاريخ 13 سبتمبر 2009 بعد أن استمر لقرابة 12 عاما. ممن أدى أصوات الشخصيات كل من كاثي نجيمي، باميلا أدلون، بريتاني ميرفي، ستيفن روت وتوم بيتي. فاز المسلسل بجائزة إيمي برايم تايم لأفضل برنامج رسوم متحركة.

## روابط خارجية
- كينغ أوف ذا هيل على موقع IMDb (الإنجليزية)
- كينغ أوف ذا هيل على موقع ميتاكريتيك (الإنجليزية)
- كينغ أوف ذا هيل على موقع الموسوعة البريطانية (الإنجليزية)
- كينغ أوف ذا هيل على موقع روتن توميتوز (الإنجليزية)
- كينغ أوف ذا هيل على موقع كينوبويسك (الروسية)
- كينغ أوف ذا هيل على موقع ألو سيني (الفرنسية)
- كينغ أوف ذا هيل على موقع قاعدة بيانات الفيلم (الإنجليزية)